# Litton (Somerset)
Litton is een civil parish in het bestuurlijke gebied Mendip, in het Engelse graafschap Somerset met 240 inwoners.